# Лаба (язык)
Лаба — один из западнопапуасских языков, распространён на севере острова Хальмахера, в районе Лолода, провинция Северное Малуку (Индонезия).
По данным Ethnologue, количество носителей данной группы языков составляло примерно 2000 чел. в 1991 году.
Наиболее близкородственные языки — лолода и галела.